# NGC 2084
NGC 2084 је емисиона маглина у сазвежђу Златна риба која се налази на NGC листи објеката дубоког неба.
Деклинација објекта је - 69° 45' 34" а ректасцензија 5h 40m 7,1s. Привидна величина (магнитуда) објекта NGC 2084 износи 11,8. NGC 2084 је још познат и под ознакама ESO 57-EN15.